# Wilkau-Haßlau
Wilkau-Haßlau település Németországban, azon belül Szászország tartományban. Lakosainak száma 9461 fő (2023. december 31.). Wilkau-Haßlau Langenweißbach és Hirschfeld községekkel határos.

## Népesség
A település népességének változása:
| Lakosok száma | 9896 | 9784 | 9520 | 9534 | 9461 |
|               | 2017 | 2019 | 2021 | 2022 | 2023 |